# Keep A Friend
"Keep A Friend" (en español Mantener Un Amigo) es una canción de la cantante y actriz estadounidense Raven-Symoné, grabada para su cuarto álbum de estudio, Raven-Symoné.

## Información
Fue escrita por Ezekiel Lewis, Patrick Smith, Balewa Muhammad, Candice Nelson, Jordan Suecof, Darhyl Camper Jr., y producida por The Clutch y Full Scale. La canción habla acerca de tener mala relación con un amigo y no discutir los problemas o cuestiones de sentimientos negativos. Aunque puede ser un poco olvidable, es de ninguna manera un patrón.
En el 2009, Raven apareció en Progressive Skating and Gymnastics Spectacular, cantando "Keep A Friend" y otras canciones para el evento.

## Premios
Teen Music International Brazil
- 2009: Mejor interpretación Urbana/Alternativa — Ganó

## Créditos
- Escritores: Patrick Smith, Ezekiel Lewis, Balewa Muhammad, Candice Nelson, Jordan Suecof, Darhyl Camper.[1]
- Productor: The Clutch.[1]
- Mezclas: Dave Hyman.[1]
- Publicado por Ezeke International Music.[1]